# Willian Lima

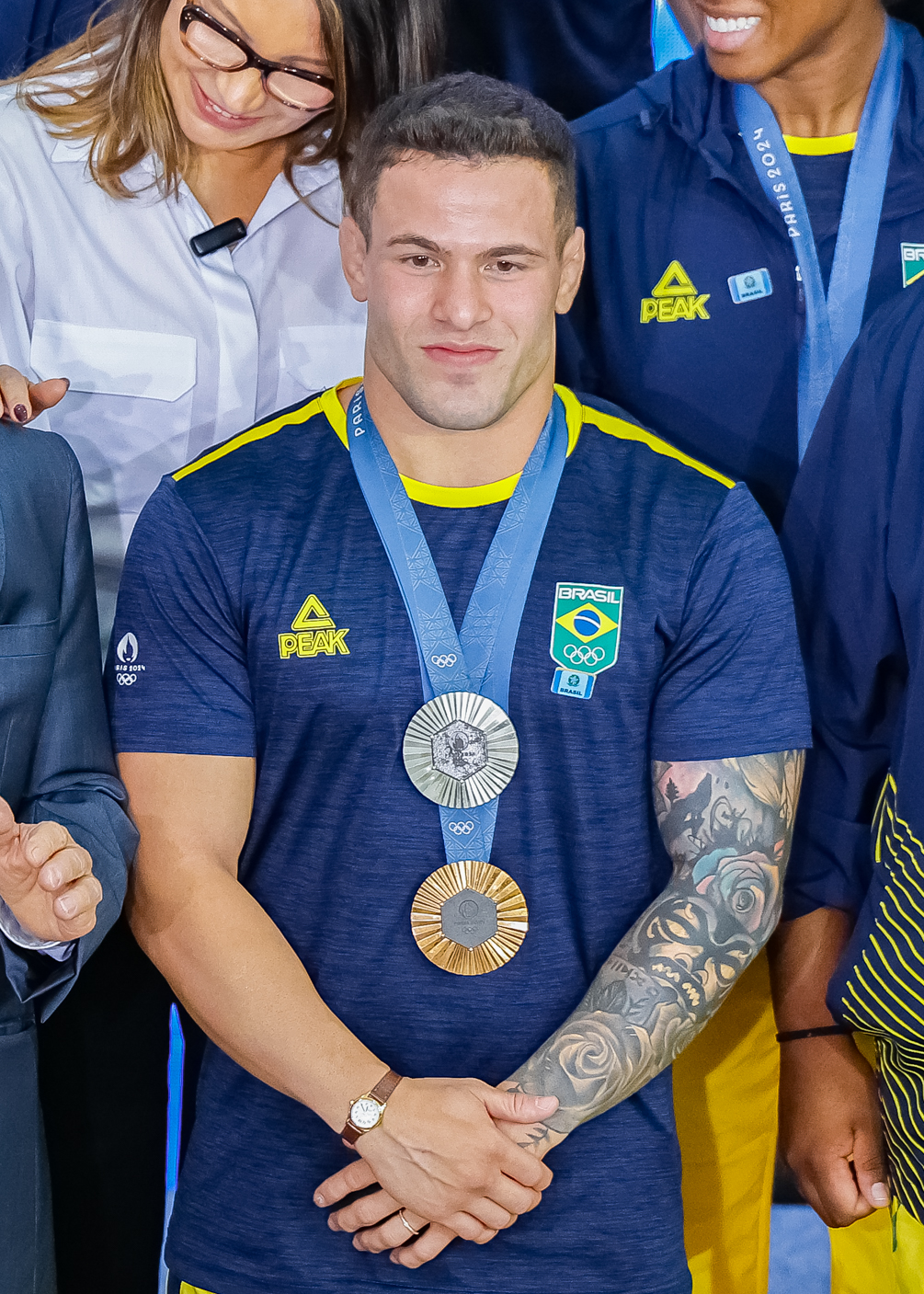
Willian Lima zeigt seine zwei olympischen Medaillen beim Präsidentenempfang nach den Spielen in Paris 2024.

Willian de Sousa e Lima (* 31. Januar 2000 in Mogi das Cruzes) ist ein brasilianischer Judoka. Er gewann 2024 Silber und Bronze bei den Olympischen Spielen.

## Sportliche Karriere
Willian Lima kämpft seit 2017 im Halbleichtgewicht, der Gewichtsklasse bis 66 Kilogramm. 2019 gewann er eine Bronzemedaille bei der Universiade in Neapel. Im Oktober 2019 siegte er bei den Juniorenweltmeisterschaften in Marrakesch mit einem Finalsieg über den Japaner Takeshi Takeoka.
Nachdem 2020 wegen der COVID-19-Pandemie nur wenige internationale Turniere ausgetragen wurden, siegte Lima im April 2021 bei den Panamerikameisterschaften mit einem Finalsieg über den Kubaner Orlando Polanco. Im Oktober 2021 gewann Lima als Angehöriger der brasilianischen Marine bei den Militärweltmeisterschaften. 2022 und 2023 wurde Lima Dritter bei den Panamerika- und Ozeanienmeisterschaften, 2023 gewann er außerdem Silber bei den Militärweltmeisterschaften. Bei den Weltmeisterschaften schied er sowohl 2022 als auch 2023 im Achtelfinale aus. Im Oktober 2023 bei den Panamerikanischen Spielen in Santiago verlor Lima im Viertelfinale gegen den Venezolaner Willis García, erkämpfte danach aber eine Bronzemedaille. Mit dem Mixed-Team erreichte er das Finale und gewann Silber hinter den Kubanern.
2024 siegte Lima bei den Panamerika- und Ozeanienmeisterschaften, wobei er im Viertelfinale Willis García, im Halbfinale Orlando Polanco und im Finale den Peruaner Juan Postigos besiegte. Bei den Weltmeisterschaften 2024 in Abu Dhabi verlor er im Achtelfinale gegen den Japaner Ryōma Tanaka. Bei den Olympischen Spielen in Paris traf Lima in seinen fünf Kämpfen im Halbleichtgewicht auf fünf Asiaten. Nach seinem Halbfinalsieg über den Kasachen Ghusman Qyrghysbajew kämpfte er im Finale gegen den Japaner Hifumi Abe und erhielt die Silbermedaille. Im Mixed-Team-Wettbewerb trat in den ersten beiden Runden Daniel Cargnin für die Brasilianer an. In der Hoffnungsrunde siegten die Brasilianer mit 4:1 über die Serben, Lima hätte im sechsten Kampf antreten sollen. Im Kampf um eine Bronzemedaille trafen die Brasilianer auf die Italiener. Lima unterlag gegen Manuel Lombardo. Nach den ersten sechs Kämpfen stand es 3:3, im Entscheidungskampf siegte Rafaela Silva und sicherte dem brasilianischen Team die Bronzemedaille.